# 安納托利亞
，亦作、安那托利亞、阿纳多卢，又名小亞細亞（土耳其語：Küçük Asya），是亞洲西南部的半島，位於黑海和地中海之間。
現時安納托力亞的全境由土耳其控制，也是土耳其大部分的領土疆域。但爭取獨立的庫爾德斯坦宣稱擁有該半島的部份主權。

## 語源
安納托利亞是希臘語“上升、東方”之意，隱含着這片地方位於歐洲東部（日出之地）的意思。

## 歷史
由於小亞細亞的地理位置位於深具戰略意義的歐亞交界，從史前年代開始，這裡就已是多個不同民族的搖籃。
小亞細亞在過去歷史曾多次被大型的帝國長期實行統治，包括阿卡德帝国、西臺帝國、波斯帝國、亞歷山大帝國、羅馬帝國、拜占庭帝國、阿拔斯帝國、伊兒汗國和鄂圖曼帝國，統治長達二千五百多年，是世界著名帝國的重要版圖之一。

## 地理
安纳托利亚像一座桥，连接亚洲和欧洲大陆。安纳托利亚高原是位于中心地区的半干旱大高原，四周由连绵的山丘和山脉围绕。很多地方都受到地理上的限制，因此要接近富饶的地区很困难，也就造成了浓密的人口聚居在海岸地区。

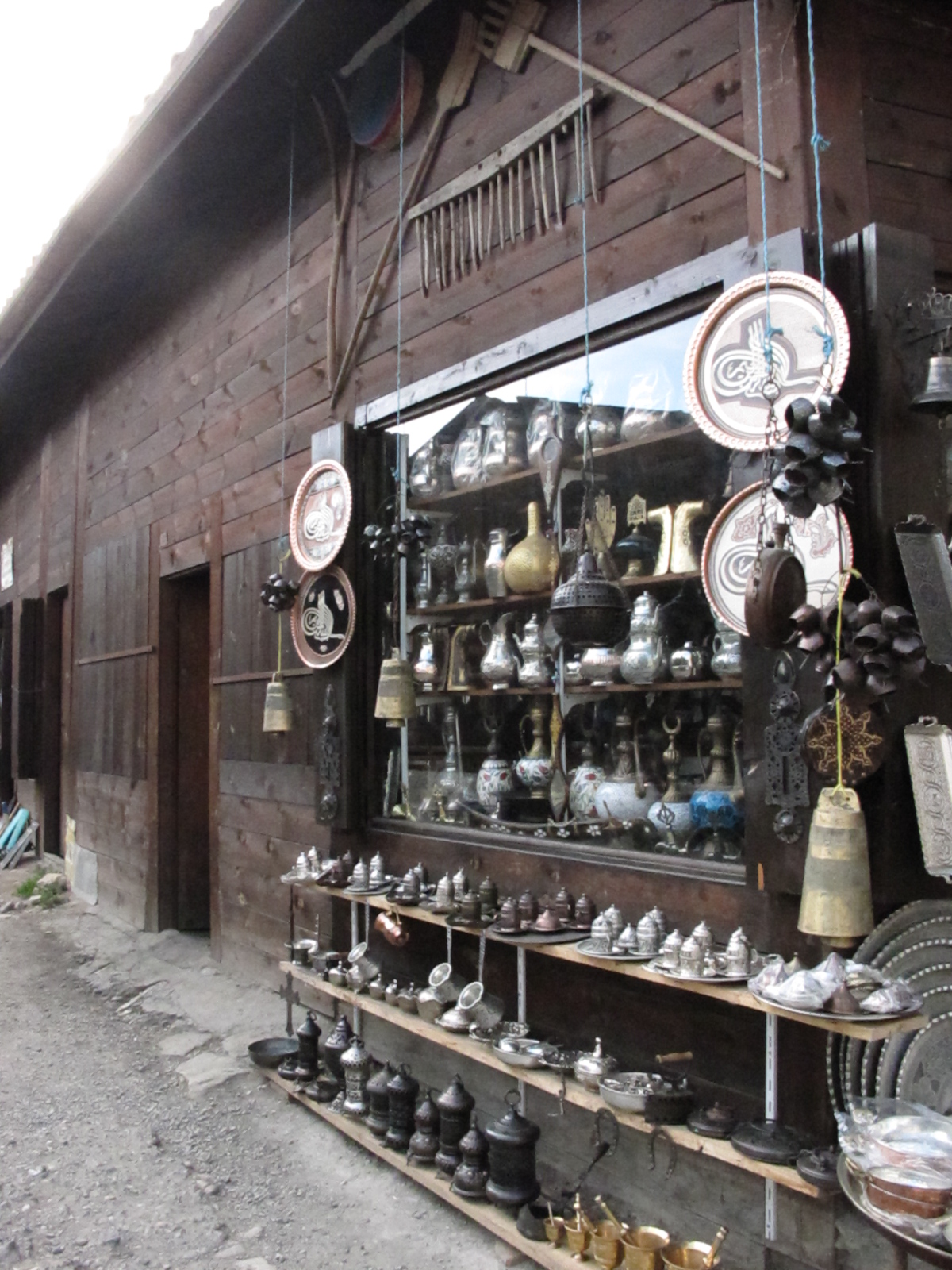
安納托利亞盛產的鐵器

安纳托利亚的地形结构很复杂。上升了的地块和低洼地槽组成一座中央的山丘，覆盖在上的新堆积物形成了高原表面上粗糙的地形。山丘楔入在两段聚合在西边的褶皱山脉之间。真正的低地位于黑海和地中海一小部分的狭窄海岸线。平坦和微微倾斜的土地很稀少，而且大部分位于在克泽尔河三角洲、奇里乞亚滨海平原、以及盖迪兹河（Gediz River）谷底和大门德雷斯河、还有部分安纳托利亚内陆的高处平原，但还是主要地围绕在图兹湖和科尼亚盆地（科尼亞平原）。
黑海地区拥有陡峭和布满岩石的海岸，还有河流于海岸山脉的山峡像瀑布般喷流直下。少数较大的河流横穿本廷山脈，支流散布于辽阔高拔的盆地。由海岸到内陆的连接被一些由起伏的山脊而造成的狭窄山谷所限制，卡奇卡尔山脉西部的海拔从1525到1800米而东边的更有3000至4000米高，形成一堵近乎完整的墙分隔着海边和内陆地区。面向西北方较高的斜坡趋向拥有茂密的树林。因为这些自然环境，所以黑海海岸有史以来都是和安纳托利亚隔绝的。
北安纳托利亚山就像一条铁链横穿与黑海海岸平行的褶皱高地。西边的山脉的海拔较低，仅仅超过1500米，不过越向东边海拔就越高，及至里泽的南边，这里的海拔超过3000米。南边的山坡面向安纳托利亚高原，大部分不长树木，北边的山坡却有生长得很密集的落叶林和常绿硬叶林。
具有集中的耕地、海拔高达2000至2750米的托罗斯山脉从中将地中海地区狭窄的沿岸平原跟安纳托利亚高原分隔开。肥沃的土壤和温暖的气候使致地中海海岸很适合种植柑桔、葡萄、无花果、香蕉、各种蔬菜、大麦、小麦，还有在进行灌溉的地方种植稻米和棉花。在东边的奇里乞亚平原在地中海地区中是农业最发达的地方之一。
由爱琴海沿岸平原伸延开的内部陆地中部安纳托利亚占据着褶皱山的两个地带之间的区域，向东伸展到两座山脉汇合的一点。像高原的半干旱安纳托利亚高地被认为该国家的中心地。这地区的海拔高度由西到东由600升到1200米。科尼亚盆地以及由一个大盐湖占据的图兹湖盆地是高原上最大的两个盆地。两个盆地的特点都是内陆的排水区域。高原的西北和东北部分别为树木繁茂地域的边界。
本都山脉和托罗斯山脉汇合的安纳托利亚东部地区是具有高海拔、更加严峻的气候、比安纳托利亚高原的降水量更多的一个崎岖地带。这个地区被认为是东托罗斯山脉，它的高峰的平均海拔超过3000米。位于东托罗斯山脉的阿勒山是土耳其的最高峰，海拔高达5137米。凡湖坐落在海拔1546米高的山上。三条重要的河流都起源于东托罗斯山脉：向东流的阿拉斯河流进里海，向南的幼发拉底河，还有向南的底格里斯河，在流入波斯湾之前先与幼发拉底河在伊拉克交汇。流进黑海或者流进被陆地所包围的凡湖的几条小溪都是源自这些山脉。

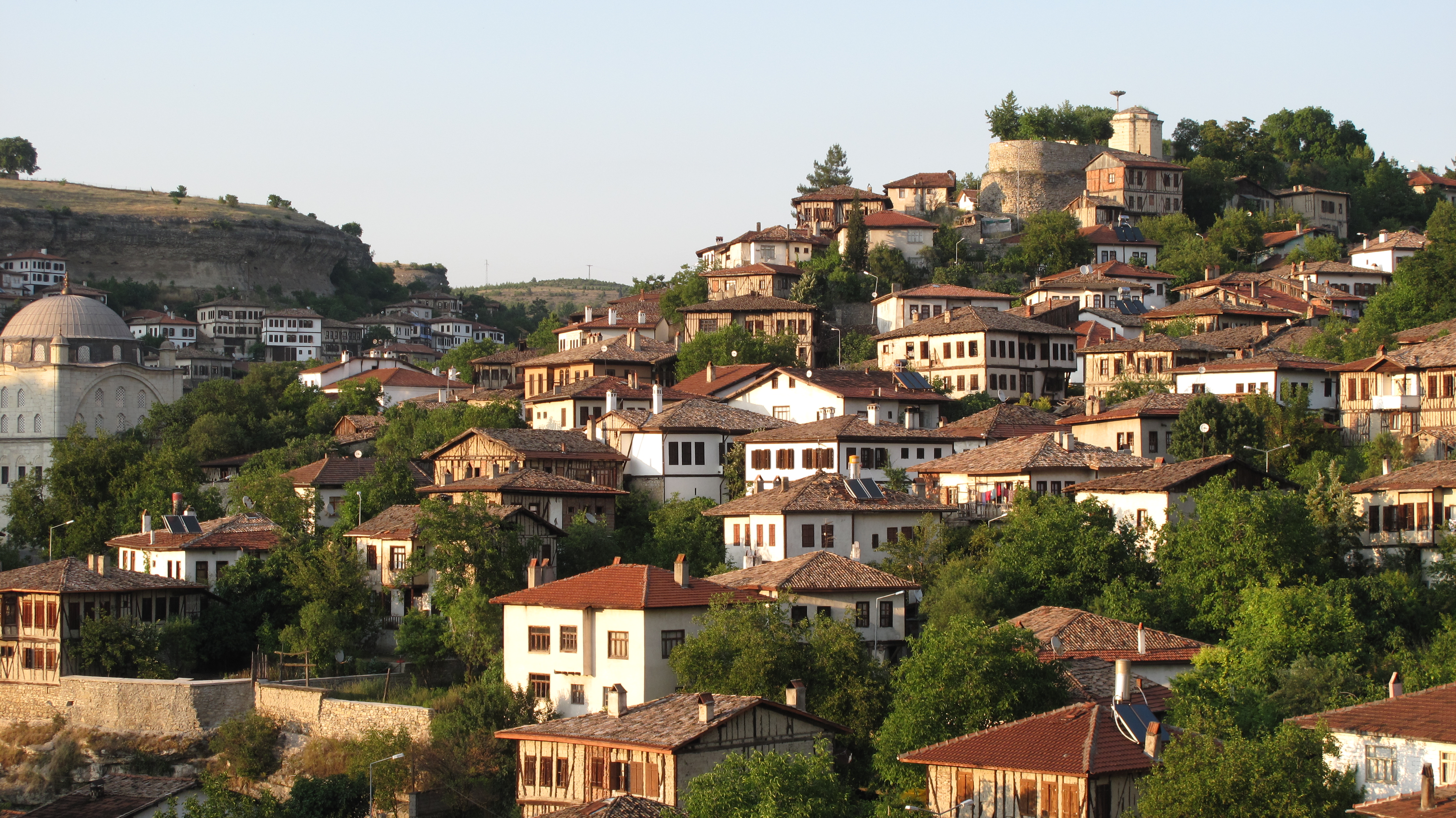
番紅花城的古典建築群

安纳托利亚的东南部、东托罗斯山脉的南部这个地区布满起伏的山丘，还有一个辽阔的高原表面延伸至叙利亚。海拔由大约800米逐渐地减低至南边的大约500米。传统上，小麦和大麦曾经是该地区的重要农作物，但是在八十年代开始的新灌溉计划带来了农业的多样化和发展。
在海岸边的山脉阻止来自地中海沿岸的海风向内推移，使土耳其内陆的气候具有很强的大陆性。安纳托利亚高原比沿海地带遭受着更多的极端影响。冬天的高原更是特别的严峻。东边的山脉地区的气温可以低至-30摄氏度到-40摄氏度，而且一年中120天地面都可能覆盖上冰雪。在西边，冬天的平均气温低于1摄氏度。夏天趋于炎热和干燥，气温高于30摄氏度。平均年降水量大约400毫米，而实际数量随着海拔的高度而改变。最热的地区是科尼亚盆地和马拉蒂亚盆地，年降雨量常常少于300毫米。五月份通常是最多雨的还有七月和八月份是最干燥的。